# Sankt Petersburgs internationella ekonomiska forum
Sankt Petersburgs internationella ekonomiska forum (på engelska St. Petersburg International Economic Forum, på ryska Петербургский международный экономический форум) är en årlig konferens om ekonomi som hålls i Sankt Petersburg sedan 1997. Konferensen har beskrivits som ”Rysslands svar på det ekonomiforum som hålls tidigt på våren i Davos i Schweiz”.